# Bacteroides vulgatus
Bacteroides vulgatus er den ene af to tarmbakterier, der er sat i forbindelse med type 2 diabetes.
Danske forskere har i 2016 vist at der er en årsagssammenhæng mellem forekomsten af bakterierne Prevotella copri og Bacteroides vulgatus, forhøjet BCAA (dvs. forhøjede forgrenede aminosyrer] og insulinresistens, der fører til sygdommen type 2 diabetes.